# オセロ (1995年の映画)
『オセロ』（Othello）は、1995年に制作されたイギリス映画。ウィリアム・シェイクスピアの悲劇『オセロー』の映画化作品。

## ストーリー
オセロ（シェークスピア）参照

## キャスト
| 役名         | 俳優                         | 日本語吹替 |
| ------------ | ---------------------------- | ---------- |
| オセロ       | ローレンス・フィッシュバーン | 玄田哲章   |
| イアーゴ     | ケネス・ブラナー             | 菅生隆之   |
| デズデモーナ | イレーヌ・ジャコブ           | 日野由利加 |
| ロデリゴ     | マイケル・マロニー           | 谷口節     |
| カッシオ     | ナサニエル・パーカー         | 大塚明夫   |
| モンターノ   | ニコラス・ファレル           | 若本規夫   |
| ビアンカ     | インドラ・オーヴ             | 山像かおり |
| ロドヴィコ   | マイケル・シーン             | 江原正士   |
| エミリア     | アンナ・パトリック           | 野沢由香里 |
| 公爵         | ガブリエル・フェルゼッティ   | 大塚周夫   |
| ブラバンショ | ピエール・ヴァネック         | 坂口芳貞   |